# Санкт-Петербургский государственный институт культуры
«Санкт-Петербу́ргский госуда́рственный институт культу́ры» — высшее учебное заведение по подготовке и повышению квалификации специалистов в сфере культуры и искусства и гуманитарного творческого образования, одно из крупнейших высших учебных заведений Министерства культуры РФ.

## История
- Датой основания вуза является 28 ноября 1918 года, день издания декрета об учреждении в Петрограде особого института для подготовки инструкторов и работников по внешкольному образованию, подписанного Народным комиссаром по просвещению А. В. Луначарским и Комиссаром по внешкольному образованию Л. Р. Менжинской.
- 20 декабря 1918 года в доме № 35 по Надеждинской улице (ныне ул. Маяковского) состоялось первое собрание студентов и преподавателей нового высшего учебного заведения. В тот же день начались занятия.
- 28 августа 1924 года Коллегия Наркомпроса РСФСР приняла постановление о переименовании Петроградского института внешкольного образования в Педагогический институт политпросветработы и присвоении ему имени Н. К. Крупской.
- 25 мая 1925 года Институт был реорганизован в Коммунистический политико-просветительный институт имени Н. К. Крупской.
- В 1941 году в связи с ростом библиотек и усилением их роли в культурной революции, нехваткой библиотечных кадров Ленинградский коммунистический политико-просветительный институт был реорганизован в Библиотечный институт.
- В 1941—1942 ггодах институт вошёл в состав Педагогического института имени М. Н. Покровского[1].
- 15 июня 1945 года по постановлению СНК СССР Ленинградский государственный библиотечный институт имени Н. К. Крупской был восстановлен и с 1 июля 1945 года развернул свою деятельность.
- В 1964 году библиотечный институт реорганизован в Государственный институт культуры имени Н. К. Крупской[2].
- В 1980 году институт культуры награждён орденом Дружбы народов[3].
- В сентябре 1991 году вуз переименован в Санкт-Петербургский государственный институт культуры[4].
- В 1993 году в связи с 75-летием вуза и благодаря высоким показателям научной и учебно-воспитательной деятельности коллектива институт получил статус Академии, и был переименован в Санкт-Петербургскую государственную Академию культуры[5].
- В 1999 году вуз преобразован в Санкт-Петербургский государственный университет культуры и искусств[6].
- В 2014 году по решению министра культуры РФ Мединского В. Р. все университеты, подведомственные Минкультуры России переименовываются в институты. По решению учредителя Санкт-Петербургский государственный университет культуры и искусств в 2014 году переименован в Санкт-Петербургский государственный институт культуры[7].

## Руководители
- Зеленко Василий Адамович — директор Петроградского института внешкольного образования в 1918—1924 гг.
- Парижер Семён Савич — директор Педагогического института политпросветработы имени Н. К. Крупской в 1924—1925 гг.
- Нетупская Ядвига Адольфовна — директор Коммунистического политико-просветительного института имени Н. К. Крупской в 1925—1935 гг.
- Бланкштейн Арон Исаакович — директор Коммунистического политико-просветительного института им. Н. К. Крупской в 1935—1941 гг. При нём институт получает новое имя — Ленинградский государственный библиотечный институт имени Н. К. Крупской.
- Фрид Любовь Соломоновна — исполняющая обязанности директора Ленинградского государственного библиотечного института имени Н. К. Крупской в 1941—1942 гг.
- Усов Александр Васильевич — директор Ленинградского государственного библиотечного института имени Н. К. Крупской в 1945—1946 гг.
- Никитин Пётр Ерофеевич — директор Ленинградского государственного библиотечного института имени Н. К. Крупской в 1946-1955 гг.
- Скрыпнев Николай Петрович — директор, а затем ректор Ленинградского государственного библиотечного института имени Н. К. Крупской в 1955-1970 гг. В 1964 году институт преобразован в Ленинградский государственный институт культуры имени Н. К. Крупской.
- Зазерский Евгений Яковлевич — ректор Государственного института культуры имени Н. К. Крупской в 1970—1991 гг.
- Подболотов Павел Алексеевич — ректор Государственного института культуры имени Н. К. Крупской в 1991—2009 гг.
- Рашрагович Борис Исидорович — исполняющий обязанности ректора Санкт-Петербургского государственного университета культуры и искусств в 2009—2010 гг.
- Тургаев Александр Сергеевич — ректор Санкт-Петербургского государственного университета культуры и искусств (ныне Санкт-Петербургский государственный институт культуры) с 2010 года.

В институте осуществляется приём на основные образовательные программы бакалавриата, магистратуры, специалитета и программы послевузовской подготовки: аспирантуры, ассистентуры-стажировки. Обучение студентов ведётся на пяти факультетах и одном научно-образовательном центре:
- библиотечно-информационном;
- искусств;
- мировой культуры;
- социально-культурных технологий;
- музыкального искусства эстрады.

В аспирантуре и докторантуре СПбГИК ведётся подготовка научно-педагогических кадров, работают диссертационные советы. Кроме того, в институте действуют центр непрерывного образования и повышения квалификации творческих и управленческих кадров в сфере культуры и лингвистический образовательный центр.
Учебный процесс обеспечивают знаменитые учёные, преподаватели, деятели искусства и культуры, среди которых профессор, заслуженный деятель искусств РФ Н. А. Кравцов, профессор, заслуженный деятель искусств В. И. Акулович, композитор, народный артист России В. Д. Биберган, доктор педагогических наук, профессор И. С. Пилко, доктор исторических наук, доцент О. Б. Кох, доктор исторических наук, профессор П. Н. Базанов, заслуженный артист России, доцент Б. Г. Смолкин, доктор культурологии, доцент, актёр Санкт-Петербургского академического театра комедии им. Н. П. Акимова А. В. Толшин, заслуженный артист России Н. Ю. Поздеев, кандидат искусствоведения, доцент А. Ф. Некрылова, доктор философских наук, профессор, заслуженный работник высшей школы РФ С. Т. Махлина, доктор философских наук, профессор, академик РАЕН, заслуженный деятель науки РФ С. Н. Иконникова, доктор философских наук, профессор Е. С. Протанская, профессор, заслуженный работник культуры РСФСР В. А. Ивановский, профессор, народный артист России Я. И. Дубравин, кандидат педагогических наук, профессор, заслуженный работник культуры РФ Т. С. Зиновьева, доктор педагогических наук, профессор А. В. Соколов, доктор педагогических наук, профессор В. А. Бородина, доктор педагогических наук, профессор Г. В. Варганова и многие другие.
В разные годы в институте преподавали профессора: Н. Н. Масленникова, И. А. Шомракова, И. Е. Баренбаум, В. С. Крейденко, В. А. Мануйлов,  А. Н. Ванеев, Б. Д. Парыгин, Н. Н. Кононов, Л. В. Трапезникова, В. П. Леонов, Г. Ф. Гордукалова, И. М. Болотников, Д. М. Генкин, Ю. Б. Богданов, Д. Н. Альшиц, В. Н. Зайцев, В. А. Тыкке, С. А. Рейсер, Б. Я. Бухштаб, И. В. Гудовщикова, А. В. Блюм, Е. П. Борзова, Ф. Ф. Рыбаков, Г. А. Тишкин, Н. И. Сергеева, Г. Г. Фирсов, А. М. Панченко, В. В. Головин, Л. Ю. Брауде, В. М. Лебедев, А. Ю. Русаков и другие.
В институте регулярно проводятся Всероссийская научно-практическая конференция «Культурное пространство России: генезис и трансформации», Международная научно-практическая конференция «Сахаровские чтения», ежегодная научно-методическая конференция «Непрерывное библиотечно-информационное образование», посвящённая памяти профессора В. А. Минкиной, которые привлекают большое число специалистов из России и зарубежных стран. Также ранее проходили регулярные международные семинары «Культура на пороге третьего тысячелетия», «Интернет и образование» и другие.
По государственному заданию Министерства культуры РФ в 2015 году в институте открыта Детская школа искусств (ДШИ СПбГИК) для детей от 4,5 до 18 лет. Школа стала фундаментом профессионального образования в сфере культуры и искусства, первой ступенью многоуровневого художественного образования вуза: подготовительное отделение — школа — бакалавриат — магистратура — аспирантура.
На 2005 год численность преподавателей вуза составляла 914 человек, из них:
- докторов наук — 239 человек
- кандидатов наук — 278 человек.

## Учебные корпуса
- Санкт-Петербург, Дворцовая наб., д. 2 — учебный корпус № 1.
- Дворцовая наб., д. 4 — учебный корпус № 2.
- Миллионная ул., д. 7 — учебный корпус № 3.
- 4-я Красноармейская ул., д. 1/33 — учебный корпус № 4.
- пр. Обуховской обороны, д. 85, корп. 2 — учебный корпус № 5.
- Новосибирская ул., д. 8 — учебный корпус № 6.

## Структура

### Факультеты
- Библиотечно-информационный факультет. Декан — Брежнева Валентина Владимировна.
  - Кафедра библиотековедения и теории чтения (заведующий кафедрой — Колесникова Марина Николаевна).
  - Кафедра медиалогии и литературы (заведующий кафедрой — Эльяшевич Дмитрий Аркадьевич).
  - Кафедра информационного менеджмента (заведующий кафедрой — Кий Марина Игоревна[8]).
- Факультет искусств. Декан — и. о. Савин Виктор Вячеславович
  - Кафедра академического хора (заведующий кафедрой — Яруцкая Лариса Николаевна).
  - Кафедра духовых и ударных инструментов (заведующий кафедрой — Кириллов Антон Андреевич).
  - Кафедра кинофотоискусства (и. о. заведующий кафедрой — Евтеева Ирина Всеволодовна).
  - Кафедра русского народного песенного искусства (заведующий кафедрой — Сивова Вера Матвеевна).
  - Кафедра народного инструментального искусства (и. о. заведующий кафедрой — Бычков Олег Валерьевич).
  - Кафедра режиссуры и мастерства актёра (и. о. заведующий кафедрой — Мурзин Сергей Викторович).
  - Кафедра режиссуры театрализованных представлений и праздников (заведующий кафедрой Павлов Михаил Михайлович).
  - Кафедра музыкознания и музыкально-прикладного искусства (заведующий кафедрой — Рытов Дмитрий Анатольевич).
  - Кафедра фортепиано (заведующий кафедрой — Щирин Дмитрий Валентинович).
  - Кафедра хореографии (и. о. заведующий кафедрой — Громова Елена Владимировна).
- Факультет мировой культуры. Декан — Хренов Андрей Евгеньевич.
  - Кафедра искусствоведения (заведующий кафедрой — Габриэль Галина Николаевна).
  - Кафедра реставрации и экспертизы объектов культуры (заведующий кафедрой — Лисицын Павел Геннадьевич).
  - Кафедра иностранных языков и лингвистики (заведующий кафедрой — Басс Ирина Исаевна).
  - Кафедра музеологии и культурного наследия (заведующий кафедрой — Мастеница Елена Николаевна).
  - Кафедра истории и петербурговедения (заведующий кафедрой — Каретникова Наталия Николаевна).
  - Кафедра теории и истории культуры (заведующий кафедрой — Смирнова Алла Александровна).
  - Кафедра информационных технологий и компьютерного дизайна (заведующий кафедрой — Елинер Илья Григорьевич).
- Факультет социально-культурных технологий. Декан — Симонова Ирина Феликсовна.
  - Кафедра психологии и педагогики (заведующий кафедрой — Голянич Валерий Михайлович).
  - Кафедра социально-культурной деятельности (заведующий кафедрой — Востряков Лев Евгеньевич).
  - Кафедра проектного управления в сфере культуры (заведующий кафедрой — Симонова Ирина Феликсовна).
  - Кафедра физического воспитания (заведующий кафедрой — Бледнова Валентина Николаевна).
- Факультет музыкального искусства эстрады. Декан — Саруханян Бениамин Ашотович.
  - Кафедра эстрадно-джазового искусства и мюзикла (заведующий кафедрой — Саруханян Бениамин Ашотович).